# 長与町立長与北小学校
長与町立長与北小学校（ながよちょうりつ ながよきたしょうがっこう, Nagayo Town Nagayo Kita Elementary School）は長崎県西彼杵郡長与町斉藤郷にある公立小学校。略称「北小」（きたしょう）。

## 概要
歴史
長与地区の児童数増加に伴い、「長与町立北小学校」として1980年（昭和55年）に開校した。1988年（昭和63年）に現校名となった。2010年（平成22年）に創立30周年を迎えた。
校訓
「正しく・強く・美しく」
校章
校名の「北」と「小」の文字を組み合わせたものとなっている。
校歌
作詞は横川忠道、作曲は指方浩による。3番まであり、校名は登場しない。各番「わが母校」で終わる。
校区
住所表記で長与町の後に嬉里郷（長与小学校の通学区域（皆前、嬉里中央、定林）を除く）、斉藤郷（全域）、岡郷（全域）が続く地区。
中学校区は長与町立長与中学校。

## 沿革
前史
- 1900年（明治33年）4月 - 岡郷に「長与尋常高等小学校岡分教場」が設置。尋常科1・2年生を収容。白髭神社を仮校舎として使用。
- 1901年（明治34年）12月 - 岡分教場の新校舎が満永に完成し、移転。
- 1941年（昭和16年）4月1日 - 国民学校令により、「長与村長与国民学校岡分教場」と改称。
- 1947年（昭和22年）4月1日 - 学制改革（六・三制の実施）により、「長与村立長与小学校岡分校」と改称。
- 1948年（昭和23年）9月 - 新築校舎が完成し、学級形態を1・2年複式学級とする。
- 1951年（昭和26年）4月 - 給食室が完成。
- 1955年（昭和30年）4月 - 学級形態を1年単式、2・3年複式とする。
- 1956年（昭和31年）10月 - 運動場を拡張。
- 1957年（昭和32年）6月 - 後援会が発足。
- 1969年（昭和44年）1月1日 - 町制施行により、「長与町立長与小学校岡分校」と改称。
- 1980年（昭和55年）3月31日 - 廃止。

正史
- 1980年（昭和55年）
  - 4月1日 - 現在地に「長与町立北小学校」が新設され、長与町立長与小学校より児童508名を移す。児童数529名（16学級）でのスタート。
  - 7月 - 校門ロータリー植樹を実施。
  - 9月 - 育友会（PTA）が発足。
- 1981年（昭和56年）
  - 1月 - 寄贈により、校旗を制定。
  - 3月 - 校歌を制定。寄贈により庭園が完成。
  - 4月 - 理科実験池が完成。
- 1982年（昭和57年）
  - 2月 - 校庭植樹を実施。体育館が完成。
  - 8月 - プールが完成。
- 1984年（昭和59年）1月 - 学級園が完成。
- 1988年（昭和63年）4月1日 - 「長与町立長与北小学校」（現校名）と改称。
- 1993年（平成5年）- 家庭科室が完成。
- 1997年（平成9年）- 音楽室が完成。
- 2001年（平成13年）- コンピューター室が完成。
- 2002年（平成14年）- 第1回長与町小学生ペーロン交流会を開催。
- 2004年（平成16年）- ビオトープが完成。
- 2006年（平成18年）- 特別支援学級を開設。
- 2008年（平成20年）- ビオトープに寄贈の水車が設置される。

## アクセス
最寄りの鉄道駅
- JR九州 長崎本線（旧線）「長与駅」

最寄りのバス停
- 長崎バス 「舟津橋」バス停

最寄りの国道・県道
- 長崎県道45号東長崎長与線

## 周辺
- 長与北児童館
- 斉藤集落センター
- 舟津公民館
- 長与川